# Bataille de Rullion Green
La bataille de Rullion Green dans les Pentland Hills, à Lothian, en Écosse, le 28 novembre 1666 fut le point culminant de la brève insurrection des Pentland (15–28 novembre 1666). Au moins 3 000 hommes de l'Armée royale écossaise, menés par Tam Dalyell of the Binns s'opposèrent à quelque 900 rebelles covenantaires.
L'insurrection des Pentland se produit dans le contexte d'une longue campagne menée par le gouvernement pour imposer l'épiscopalisme en Écosse. Le soulèvement commence à St. John’s Town of Dalry, lorsque les troupes s'en prennent à un homme âge qui n'avait pas payé l'amende qui lui avait été infligée pour n'avoir pas assisté à l'office religieux approuvé par le gouvernement. Quatre covenantaires, s'interposent, et sont rejoints par la population locale, qui désarme les soldats. Robert McClellan de Barscobe mène le soulèvement ; il réunit quelques hommes à Dalry, les mène à Balmaclellan où, après une escarmouche avec les troupes, il rassemble d'autres hommes. McClellan les mène à Dumfries, où ils capturent le commandant de la place, le général Turner, à 5h30 du matin, en chemise de nuit, dans son logement de Whitesands. McClellan, aidé par Neilson de Corsock, emmène sa troupe jusqu'à Ayrshire, puis Lanarkshire, et de là à Colinton près d'Édimbourg, dans le but de présenter leur pétition au Parlement. Beaucoup désertent le groupe à cause du mauvais temps, du piètre état des routes, et des nouvelles reçues de Colinton, selon lesquelles ils ne devaient pas s'attendre à un accueil favorable à Édimbourg. Au départ, de 3 000 hommes, la troupe diminue de moitié en arrivant à Colinton, et se disperse petit à petit jusqu'à Galloway. Parmi les rebelles, des soldats professionnels ainsi que de simples citoyens étaient commandés par le colonel James Wallace d'Auchens.

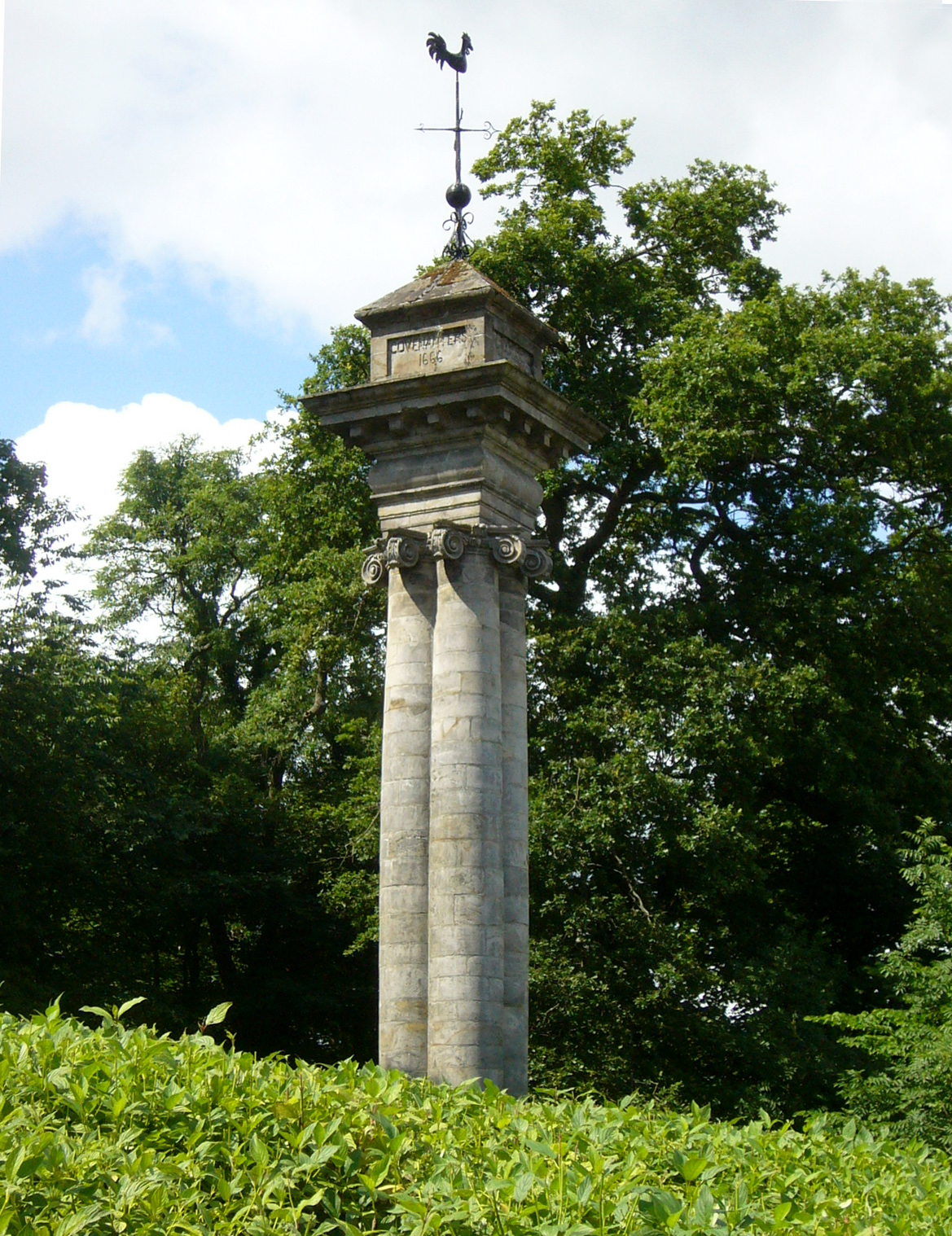
Le monument commémoratif de Rullion Green, proche des casernes de Dreghorn à Colinton près d'Édimbourg.

Le général Tam Dalyell of the Binns, présent à Currie avec des troupes, se dirige vers les Pentland Hills pour affronter les rebelles. Les survivants furent traités avec cruauté : 15 d'entre eux, dont Neilson de Corsock, furent pendus, traînés et mis en quart, et plusieurs, dont deux garçons de dix-huit ans, subirent la torture des brodequins.
Le champ de bataille fait actuellement l'objet de fouilles pour être inventorié et protégé par l'office Historic Scotland.